# Calamoecia australica
Calamoecia australica é uma espécie de crustáceo da família Centropagidae.
É endémica da Austrália.